# 小槻師経
小槻 師経（おづき の もろつね、生年不詳 - 保元2年10月5日（1157年11月8日））は、平安時代後期の貴族。左大史・小槻政重の子。官位は正五位下・左大史。

## 経歴
従五位下に叙爵後、史巡により保延4年（1137年）上総介に任ぜられると、康治元年（1142年）摂津守と受領を歴任する。
鳥羽院政期の天養元年（1144年）3月に父の小槻政重が没したため、後を継いで大夫史となるが、師経が大夫史を務めるにあたって能力に不安があったことから、事前に弟の永業が師経を補佐することになっており、同年2月に永業が右少史に任ぜられている。
その後、15年に亘って大夫史を務め、久安元年（1145年）従五位上、久安5年（1149年）正五位下に叙せられる。なお、永業の補佐もあってか、師経は大夫史としての職務を大過なく務めたらしい。またこの間の保元元年（1156年）後白河天皇により復活された記録荘園券契所の寄人に永業とともに任ぜられている。
保元2年（1157年）8月に官史の職を離れていた永業が右大史に復任していることから、師経はこの頃より病気などで大夫史の職務を行うことが難しくなっていたか。同年10月2日に物忌中であったところ急病に伏し、闘病3日たたない同月5日に卒去。急死したため、父・政重が没したときのように自分の死後のことについての意思を記した物の存在をうかがわせる史料は残っていない。結局、大夫史の地位は永業が継いだ。

## 官歴
- 時期不詳：従五位下
- 保延4年（1137年） 正月22日：上総介[3]
- 康治元年（1142年） 正月23日：摂津守[4]
- 天養元年（1144年） 12月25日：見左大史[5]
- 久安元年（1145年） 12月4日：従五位上（賀茂行幸行事賞）[5]
- 久安2年（1146年） 3月20日：見左大史兼算博士丹後権介[6]
- 久安3年（1147年） 正月14日：見兼丹波権介[7]
- 久安5年（1149年） 3月20日：正五位下（延勝寺供養行事賞）[5]。12月30日：見兼播磨権介
- 仁平2年（1152年） 2月29日：見修理右宮城判官[8]
- 仁平3年（1153年） 正月22日：兼能登権介[9]
- 保元元年（1156年） 閏9月4日：見修理左宮城判官[10]。閏9月26日：兼主計頭[11]。10月13日：記録所寄人[11]
- 保元2年（1157年） 10月5日：卒去[11]

## 系譜
『系図纂要』による。
- 父：小槻政重
- 母：不詳
- 生母不詳の子女
  - 男子：小槻顕綱
  - 男子：尊珍